# Маньчжуро-корейська війна (1627)
Також дивитися: Маньчжуро-корейські війни
Маньчжуро-корейська війна 1627 року — перша спроба маньчжурів підпорядкувати своєму впливу Корею.

## Маньчжуро-корейські конфлікти
Протистояння Кореї і маньчжурів почалося вже на першому етапі зовнішньої експансії Маньчжурії. У 1619 році на допомогу військам імперії Мін в
на Ляодунський півострів була направлена 13-тисячна армія Кана Хонніпа. У боях при Сарх об'єднані китайсько-монгольсько-корейські війська були розгромлені маньчжурами. Корейські частини в квітні 1619 року склали зброю і здалися. Маньчжури як правило перетворювали полонених в рабів, але на цей раз Нурхаці як жест доброї волі відпустив корейського воєначальника і командирів, а потім відправив послів з пропозицією відмовитися від союзу з імперією Мін.
Корейський уряд відкинув його пропозиції. Розбиті в Ляодуні китайські війська переховувалися на корейській території. В кінці 1621 Нурхаці направив в Корею 5-тисячний загін з метою знищити війська полководця імперії Мін Мао Веньлун, які відступили в Ляодуні. Завдавши поразки китайцям, маньчжури покинули Корею.
У самій Кореї внутрішньополітичне становище залишалося дуже складним. Катастрофічні наслідки війни з Японією не були подолані навіть через чверть століття, і ситуація ще ускладнювалася боротьбою за владу між угруповуваннями урядовців. У 1623 році партія «західних» здійснила збройний переворот і захопила владу, але незабаром в її рядах стався розкол. Призначений командувати військами провінції Пхьонан військовий чиновник Лі Гваль, незадоволений розподілом посад, в 1624 році підняв заколот і захопив столицю. Цей виступ був придушений з великими труднощами і крайньою жорстокістю. Син Лі Гваля і його вцілілі прихильники в 1625 році бігли до Маньчжурії, де були прийняті на службу.

## Війна
У 1627 році Хуан Тайцзі пред'явив корейському двору цілий список претензій, і 23 лютого віддав наказ про виступ. Перейшовши по льоду Ялуцзян, 30-тисячне маньчжурське військо під командуванням двоюрідного брата Тайцзі Айсіньгіоро Аміна вторглося в Корею. Провідниками для нього служили біглі прихильники Лі Гваля. 1 березня маньчжури підійшли до Ийджу. Взявши місто, вони поголовно перебили гарнізон, а жителів звернули в рабство. Потім був атакований острів Чхольсан, де розгромили військо Мао Вень-Луна. 2 березня був узятий Чжончжу, 5-го війська взяли в облогу Хансан і після запеклого штурму взяли його. 8 березня упав Анчжу. Половина захисників була перебита, а 10 тисяч солдатів взято у полон. Через чотири дні маньчжури рушили на Пхеньян, який 13 березня здався без бою. У той же день Амін переправився через річку Тендоган, і 14-го підійшов до Чунхва. 15 березня туди прибули посли корейського вана Інджо з пропозицією переговорів.
Надалі просування маньчжурських військ дещо сповільнилося. Корейські війська не могли чинити гідного опору, але сутички з загонами народного ополчення, а також нестача фуражу і продовольства (населення розбігалося і ховало всі припаси) створювали труднощі. 21 березня Амін зайняв Хванчжу, ван із сім'єю покинув столицю і сховався на острові Канхва. Велика частина жителів також бігла з міста. 22 березня маньчжури зайняли Пхьонсань, на наступний день туди прибуло нове корейське посольство, але Амін, всупереч протестам воєначальників, наказав продовжувати наступ на Сеул. Незадоволені його рішенням, бейле Юето і молодший брат Аміна бейле Цзіргалан зі своїми військами відокремилися від основної армії і вирушили в Пхьонсань чекати результатів переговорів. Після довгих суперечок 18 квітня на острові Канхва був укладений мирний договір, що був компромісом. Корея і Маньчжурія укладали союз, корейський уряд зобов'язався платити данину і відмовився від антиманьчжурської політики, але і не розривало дружби з Мін.
Попри підписання миру, маньчжурські війська не були повністю виведені з корейської території. На півночі країни залишалися тисяча маньчжурів і 2 тисячі монголів під приводом боротьби з Мао Вень-Луном. На зворотному шляху Амін дозволив своїм людям грабувати території, по яких вони проходили, не дивлячись на протести Юето та інших воєначальників, які заявили, що це порушує умови миру. Пхеньян був відданий військам на триденне розграбування. Лише після кількох звернень корейського двору в жовтні 1627 року останні маньчжурські частини були виведені з Кореї.